# Metagonia rica
Metagonia rica is een spinnensoort uit de familie trilspinnen (Pholcidae). De soort komt voor in Costa Rica en Panama. 